# Luxembourg–Spa-vasútvonal
A Luxembourg–Spa-vasútvonal (más néven a CFL 10-es vonal) egy normál nyomtávolsággú, 76,5 km hosszúságú, 25 kV 50 Hz-cel villamosított vasútvonal Luxemburgban Luxembourg és Spa között.

## Vasútállomások a vonalon
- Luxembourg
- Dommeldange
- Walferdange
- Heisdorf
- Lorentzweiler
- Lintgen
- Mersch
- Cruchten
- Colmar-Berg
- Schieren
- Ettelbruck
  - Diekirch
- Michelau
- Goebelsmuhle
- Kautenbach
  - Merkholtz
  - Paradiso
  - Wiltz
- Wilwerwiltz
- Drauffelt
- Clervaux
- Maulusmuhle
  - Troisvierges
- Gouvy (Belgium)
- Vielsalm (Belgium)
- Trois-Ponts (Belgium)
- Coo (Belgium)
- Aywaille (Belgium)
- Rivage (Belgium)
- Poulseur (Belgium)
- Angleur (Belgium)
- Liège (Belgium)